# Будинці (Словенія)
Будинці (словен. Budinci) — поселення в общині Шаловці, Помурський регіон, Словенія. Висота над рівнем моря: 285,4 м.